# Forcipomyia ventralis
Forcipomyia ventralis är en tvåvingeart som beskrevs av Art Borkent 1997. Forcipomyia ventralis ingår i släktet Forcipomyia och familjen svidknott. Inga underarter finns listade i Catalogue of Life.